# 佩尔-约翰·阿克塞尔松
佩尔-约翰·阿克塞尔松（瑞典語：Per-Johan Axelsson，1975年2月26日—），瑞典男子冰球运动员。他曾代表瑞典参加2002年和2006年冬季奥林匹克运动会冰球比赛，其中2006年奥运会获得一枚金牌。